# Cot Dua
Cot Dua är en kulle i Indonesien.   Den ligger i provinsen Aceh, i den västra delen av landet, 1 700 km nordväst om huvudstaden Jakarta. Toppen på Cot Dua är 26 meter över havet.
Terrängen runt Cot Dua är huvudsakligen platt, men söderut är den kuperad. Runt Cot Dua är det tätbefolkat, med 319 invånare per kvadratkilometer. Närmaste större samhälle är Lhokseumawe, 15,6 km öster om Cot Dua. Trakten runt Cot Dua består till största delen av jordbruksmark.